# Open di Francia 2017 - Doppio leggende over 45
Sergi Bruguera e Goran Ivanišević erano i campioni in carica, ma sono stati eliminati nella fase a gruppi.
Mansour Bahrami e Fabrice Santoro hanno vinto il titolo, sconfiggendo in finale Pat Cash e Michael Changcon il punteggio di 7–6(3), 6-3.

## Tabellone

### Legenda
| - Q = Qualificato - WC = Wild card - LL = Lucky loser | - ALT = Alternate - SE = Special Exempt - PR = Protected Ranking | - w/o = Walkover - r = Ritirato - d = Squalificato |

### Finale
|  | Finale |                                 |                                 |    |   |  |
|  |        |                                 |                                 |    |   |  |
|  | C2     | Pat Cash Michael Chang          | Pat Cash Michael Chang          | 63 | 3 |  |
|  | D3     | Mansour Bahrami Fabrice Santoro | Mansour Bahrami Fabrice Santoro | 7  | 6 |  |

### Gruppo C
|    |                                 | S Bruguera G Ivanišević | P Cash M Chang      | J McEnroe C Pioline | RR V-P | Set V-P | Game V-P | Posizione |
| C1 | Sergi Bruguera Goran Ivanišević |                         | 7–6(2), 2-6, [10-4] | 6-3, 3-6, [7-10]    | 1-1    | 3-3     | 19-22    | 2         |
| C2 | Pat Cash Michael Chang          | 6(2)–7, 6-2, [4-10]     |                     | 6-4, 6-3            | 1-1    | 3-2     | 24-17    | 1         |
| C3 | John McEnroe Cédric Pioline     | 3-6, 6-3, [10-7]        | 4-6, 3-6            |                     | 1-1    | 2-3     | 17-21    | 3         |

La classifica viene stilata in base ai seguenti criteri: 1) Numero di vittorie; 2) Numero di partite giocate; 3) Scontri diretti (in caso di due giocatori pari merito); 4) Percentuale di set vinti o di games vinti (in caso di tre giocatori pari merito); 5) Decisione della commissione.

### Gruppo D
|    |                                 | A Boetsch H Leconte | M Pernfors M Woodforde | M Bahrami F Santoro | RR V-P | Set V-P | Game V-P | Posizione |
| D1 | Arnaud Boetsch Henri Leconte    |                     | 2-6, 4-6               | 4-6, 3-6            | 0-2    | 0-4     | 13-24    | 3         |
| D2 | Mikael Pernfors Mark Woodforde  | 6-2, 6-4            |                        | 3-6, 4-6            | 1-1    | 2-2     | 19-18    | 2         |
| D3 | Mansour Bahrami Fabrice Santoro | 6-4, 6-3            | 6-3, 6-4               |                     | 2-0    | 4-0     | 24-14    | 1         |

La classifica viene stilata in base ai seguenti criteri: 1) Numero di vittorie; 2) Numero di partite giocate; 3) Scontri diretti (in caso di due giocatori pari merito); 4) Percentuale di set vinti o di games vinti (in caso di tre giocatori pari merito); 5) Decisione della commissione.